# بلانة الحيصة

## بلانة الحيصة أوالسمونية
هي قرية لبنانية إحدى قرى محافظة عكار في الشمال اللبناني. وتقع في تجمع للقرى يسمى السهل في عكار أو ما يعرف بـ سهل عكار.
تقع البلدة في منطقة سهل عكار على الاتوتستراد الذي يصل لبنان بسوريا عبر منفذ العبودية وتتركز مناطق السكن فيها على أكبر منطقة عقارية في سهل عكار وهي السمونية.
عدد سكانها حوالي 2500 نسمة، غالبيتهم يعملون في الزراعة، بالإضافة إلى الوظائف الحكومية وقطاع الخدمات والتجارة

## الزراعة
أبرز زراعاتها: الحمضيات، البطاطا، التنباك، العنب، الخضراوات والبقول بأنواعها، الفريز.

## المؤسسات والجمعيات العاملة في البلدة
في قرية ( بلانة الحصة ) يوجد عدد من المؤسسات العاملة في القرية وأبرزها :
- جمعية بلانة الحيصة الخيرية ( رئيس الجمعية الأستاذ سليمان الشيخ، نائب الرئيس الأستاذ زكريا الشاتي، المحاسب الأستاذ فادي واكد )
ـ مدرسة وتكميلية بلانة الحيصة
ـ جمعية أمجاد وتشمل عدد من المؤسسات مثل (دار أمجاد للقرآن المجيد والعلوم الإسلامية ـ مسجد ومجمع السمونية )
- لجنة المواساة السمونية.

## العائلاتحسب الترتيب الأبجدي
الشاتي - الشيخ - حردان - زريقة - صالح - غانم - فريوان - قاسم - واكد